# Robin Orins
Robin Orins (Heestert, 6 maart 2002) is een Belgisch wielrenner.

## Carrière
Als eerstejaars junior nam Orins, namens een Belgische nationale selectie, deel aan de Orlen Nations Grand Prix en de Vredeskoers voor beloften. In juli stond hij namens Acrog-Tormans aan de start van de Ronde van de Aostavallei. Aan het eind van het seizoen mocht hij stage lopen bij het Nieuw-Zeelandse Black Spoke Pro Cycling Academy. Met die ploeg reed hij enkele Belgische eendagskoersen, waarin plek 53 in de Egmont Cycling Race zijn beste klassering was.
In 2022 maakte Orins de overstap naar Team Elevate p/b Home Solution Soenens. In maart van dat jaar werd hij achttiende in de Dorpenomloop Rucphen. Begin april eindigde hij op de elfde plek in het eindklassement van de Triptyque des Monts et Châteaux. Een kleine twee weken later werd hij achtste in de beloftenversie van Luik-Bastenaken-Luik, waarmee hij zijn doelstelling had behaald.
Na slechts één seizoen bij Team Elevate, stapt Orins in 2023 over naar de opleidingsploeg van Lotto Dstny. Op het Belgisch kampioenschap tijdrijden voor beloften was enkel Jonathan Vervenne sneller. Zes dagen later eindigde hij, achter Tijl De Decker en Gil Gelders, als derde in Parijs-Roubaix voor beloften. In de Ronde van Italië voor beloften kwam Orins ten val, waarna hij enkel nog het nationale kampioenschap op de weg reed. Ondanks zijn afwezigheid mocht hij bij de ploeg blijven. In februari 2024 maakte hij in de Classic Var zijn seizoensdebuut. Namens de hoofdmacht van de ploeg nam hij eind maart deel aan de Volta NXT Classic. Begin april werd hij, als favoriet, provinciaal kampioen tijdrijden, voor Baptiste Swertvaegher en Niels De Clerck. Drie dagen later werd hij, voor de tweede maal op rij, derde in Parijs-Roubaix voor beloften. Ook in de beloftenversie van Luik-Bastenaken-Luik eindigde Orins op het podium: enkel topfavoriet Joseph Blackmore bleef hem voor. Op 1 mei bekroonde hij zijn goede voorjaar met de nationale tijdrittitel.

## Overwinningen
2024
 Belgisch kampioen tijdrijden, beloften
Omloop Het Nieuwsblad, beloften

## Ploegen
- 2022 –  Black Spoke Pro Cycling Academy (stagiair vanaf 1 augustus)
- 2022 –  Team Elevate p/b Home Solution Soenens
- 2023 –  Lotto Dstny Development Team
- 2024 –  Lotto Dstny Development Team
- 2025 –  Lotto